# 19551 Петерборден
19551 Петерборден (19551 Peterborden) — астероїд головного поясу, відкритий 10 травня 1999 року.
Тіссеранів параметр щодо Юпітера — 3,586.